# Felicjan Sławoj Składkowski
Felicjan Sławoj Składkowski (n. 9 iunie 1885, Gąbin - d. 31 august 1962, Londra) a fost prim-ministrul Poloniei în anii 1936-1939, politician, general de divizie și doctor în medicină. Între anii 1926-1929 și 1930-1931 - ministru al Afacerilor Interne.
În 1930 și din 1931 până în 1936, adjunct al ministrului Armatei și șef al Administrației Armatei.
În timpul celui de-al doilea război mondial a fost internat în România, la Slănic, iar din octombrie 1939, la Băile Herculane. Ulterior a reușit să plece din România și a ajuns la Istanbul, apoi a fost trimis în Palestina. În 1947 a plecat în Marea Britanie, unde a murit în 1962.